# 메릴린치

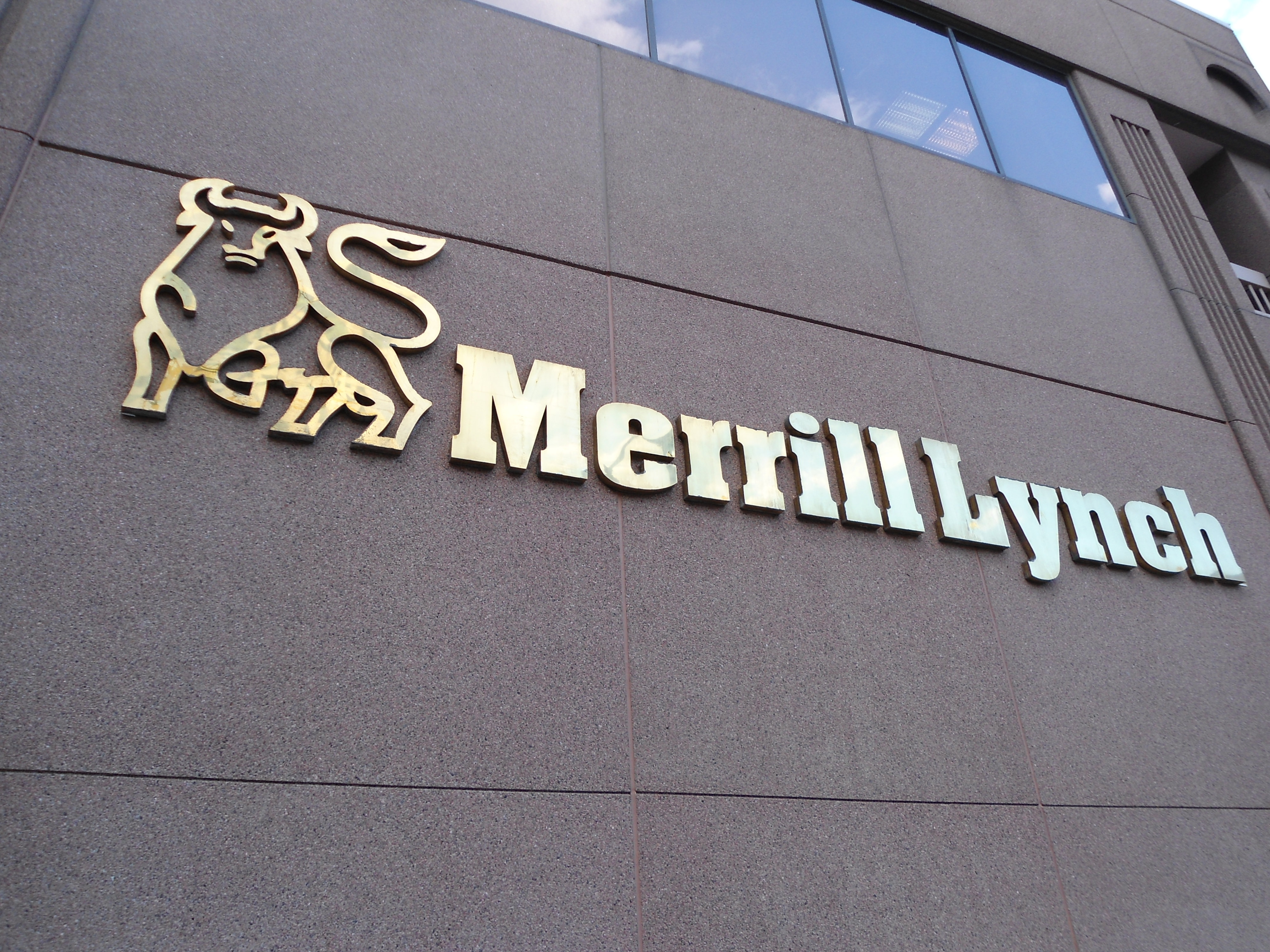

메릴린치(Merrill Lynch) 미국에 본사를 둔 세계최대의 증권 회사이다. 현재는 뱅크 오브 아메리카에 인수되어 초대형 투자은행으로 자리매김했다. 2015년 기준 고객자산규모만 약 2600조 원에 달하며 세계최고수준의 자금력 및 자산관리능력을 자랑한다.
메릴린치는 인재등용에 있어서 매우 까다로운 입사 시험과 강도높은 실무 면접을 여러차례 실시하는 것으로 유명하다. 신입사원은 거의 뽑지 않는 것으로 알려져 있다. 그만큼 연봉은 굉장히 높은 편이며, 실제로 전 김도우 사장 (메릴린치 글로벌마켓 투자은행부문) 은 하루에 1억씩 받은 것으로 알려져 있다. 이는 2007년 당시 월가 연봉 TOP 10에 들 정도였다. 2014년 기준 직원 평균연봉은 3억 8천만 원이었다.
메릴린치는 투자가능자산이 $250,000 (현 환율기준 한화 약 3억원) 이상인 고객만 계좌를 개설할 수 있다. 메릴린치 고유의 리서치와 고객상담, 그리고 소프트웨어 프로그램을 통해 고객들에게 세계 최정상급금융 서비스를 제공한다. 그만큼 수수료가 비싼 편이다.
메릴린치는 현재 미국에만 2천여개가 넘는 금융투자상담 지점이 있으며 이는 동종업계에서 압도적인 시장 점유율 1위이다. 현재는 '로봇어드바이저'에 대한 새로운 플랫폼 구축에 힘쓰고 있다.

## 역사
찰스 E. 메릴(1885~1956)에 의해 1914년 1월 6일 설립되었으며 당시 회사 이름은 Charles E. Merrill & Co였다. 그 이듬해에 1915년 그의 친구인 에드먼드 C. 린치가 사업에 참여하게 됨으로써 공식적으로 메릴린치가 되었다. 1971년 주식을 공개하고 다국적 기업이 되었다.
총 자본 규모가 348억 달러에 달하고 40개국에서 1조 달러의 자산을 운영하였으나 2007년 서브프라임 모기지 사태 부실로 총 500억 달러에 이르는 손실을 본 후 뱅크 오브 아메리카에 매각되었다. 뱅크 오브 아메리카의 메릴린치 합병 이후 아시아-태평양 지역의 12개 국가에서 영업을 하고 있다.
뱅크 오브 아메리카 메릴린치는 뱅크 오브 아메리카 코퍼레이션의 글로벌 뱅킹과 글로벌 시장 비즈니스를 위한 마케팅 이름으로 사용되며, 기업, 상업, 투자금융과 영업 및 트레이딩 사업은 뱅크 오브 아메리카 메릴린치의 브랜드로 운영하고 있다.

## 같이 보기
- 신용 경색